# Café de Valois
Pour les articles homonymes, voir Valois.
Le café de Valois est un des débits de boissons du Palais-Royal, à Paris, fermé en septembre 1841.

## Historique
Fondé à l’origine par l’abbé Siéyès sous les auspices du duc d’Orléans, dans la galerie de Valois, d’où son nom, du côté de la rue des Bons-Enfants, ce café faisait partie des cafés du Palais-Royal, qui se distinguaient surtout, avec le café de la Régence et le café de Foy.
Établissement modeste, rendez-vous des gens tranquilles, on y jouait aux dames, aux échecs et aux dominos. Plus tard, il est rapidement devenu un foyer d’aristocratie. Fréquenté par les chevaliers de Saint-Louis et les gardes du corps, défenseurs naturels du trône et de l’autel, c’était également le rendez-vous des royalistes, tels que les rédacteurs des Actes des Apôtres, Rivarol, Champcenetz, ou Jean-Gabriel Peltier.
En mai 1790, ce café était devenu un tel foyer d’aristocratie que les patriotes y ont fait une descente pour « purifier » les lieux. En mars 1792, les feuillantins se rassemblaient principalement dans ce café, où les fédérés ont fait irruption pour déchirer le Journal de Paris.
La Société des Colons a poursuivi ses travaux au-dessus du café de Valois.
On y louait, en effet, la Constitution française de 1791 comme parfaite, et les journaux soutenant que la Constitution étaient principalement étudiés. Il n’y avait pas eu de scènes aussi bruyantes qu’à l’époque où le vicomte de Mirabeau, dit « Mirabeau-Tonneau », et ses amis s’enivraient nuit après nuit au Palais-Royal, car les jeunes Feuillants, s’ils ne possédaient pas l’esprit, ne tentaient certainement pas de rivaliser avec l’impudence et la débauche des vieux partisans de la cause royaliste.
Au café de Valois, la Convention nationale était blâmée sans ménagement ; on détestait le régime actuel, on lui comparait continuellement l’ancien ordre de choses, auquel on donnait hautement la préférence. Après les Cent-Jours, il a continué d’être fréquenté par les royalistes, puis sa clientèle s’éclaircit peu à peu, jusqu’à la fermeture de ses portes, en septembre 1841.